# مدیر ارشد خدمات
مدیر ارشد خدمات (CSO-Chief Services Officer) موقعیتی سازمانی در رأس یک شرکت است که مسئولیت‌های مهم طراحی خدمات و پشتیبانی را بر عهده دارد. CSO معمولاً مسئول توسعه فرآیندها و ابزارها، چه در داخل و چه در خارج سازمان، برای تولید حداکثر ارزش برای همه ذینفعان است. مدیر ارشد خدمات (CSO) با استفاده هوشمندانه و کارآمد از منابع انسانی، طرح ریزی روش‌ها و فرایندها تلاش در جهت ارایه خدمات و پشتیانی فرایندهای فروش و تولید را دارد.
در برخی از سازمان‌ها، یک فرد ممکن است علاوه بر مسولیت مدیر ارشد خدمات (CSO) مسولیت‌های افسر ارشد عملیات (COO) را نیز داشته باشد، زیرا سطح هر دو نقش‌، یکسان است. اغلب، یک CSO در شرکت‌هایی که به شدت مشتری محور هستند وجود دارد، در حالی که یک COO در شرکت‌های متمرکز بر تولید و عملیات وجود دارد.
یک CSO تقریباً همیشه باید دارای پیشینه عملیاتی قوی و مدرک دانشگاهی مدیریتی باشد، در حالی که یک COO اغلب سابقه ای در توسعه کسب و کار دارد. هم CSO و COO به مدیر عامل (CEO) یک شرکت گزارش می دهند.